# Ignasi Colomer i Oms
Ignasi Maria Colomer i Oms (Igualada, 1878 - 1967) va ser un arquitecte modernista català, considerat el primer arquitecte igualadí en el sentit modern. D'entre els seus projectes més destacats hi ha diverses construccions civils a Igualada, tant cases particulars com adoberies, i diverses escoles a Barcelona i en altres municipis catalans.

## Trajectòria

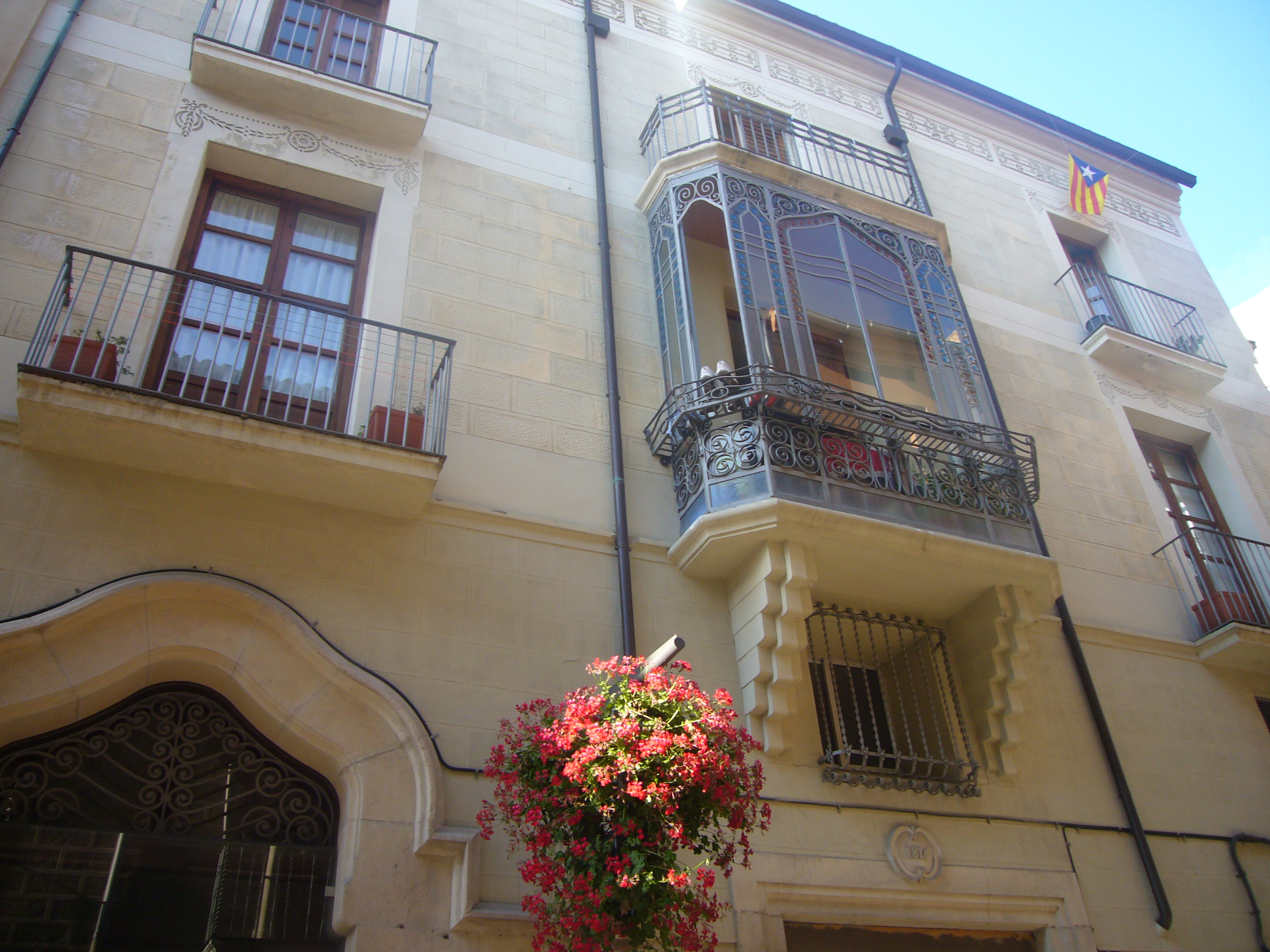
Cal Capell, al carrer Nou, 15, d'Igualada (1915-17)

Va néixer a Igualada, al carrer de l'Argent. L'any 1904 fou autor d'un baptisteri, d'estètica modernista, situat a l'esquerra de l'entrada de l'església de Santa Maria d'Igualada, posteriorment restaurat el 1965 per Miquel Llacuna i Alemany. En aquest temple Ignasi Colomer va reformar l'any 1918 el cambril del Sant Crist.
Va projectar una adoberia, propietat de Joan Balcells Gubern, situada al carrer Sant Antoni de Baix, 96, d'Igualada, amb projecte datat el 2 d'abril 1914. És una obra feta sobre una construcció més antiga, i fou ampliada el 1925. Les torres emmerletades fan que sembli un castell. La galeria d'assecatge té unes originals columnes salomòniques. Colomer també fou autor d'un edifici entre mitjaneres al carrer de la Soledat 66-70, per al mateix propietari adober, amb projecte del 3 juliol de 1917.
Entre 1915 i 1917 va ser autor del projecte de reforma de la Casa Antoni Capell, o Cal Capell, edifici familiar propietat d'Antoni Capell, ubicat al número 15 del carrer Nou d'Igualada. A la façana hi va incloure trets modernistes com la porta d'entrada amb guardapols sinuós, els detalls de les llindes i la tribuna amb vitralls emplomats. A l'interior hi ha una doble arcada, visible des d'un passatge públic, que dona a l'escala que puja al pis superior. Aquesta discorre per un bell celobert amb treballs de forja en baranes, enreixats, tanques i la part superior de la cisterna, i amb decoració en espiral a les parets. A l'interior de la casa hi ha sostres treballats i una llar de foc de marbre.

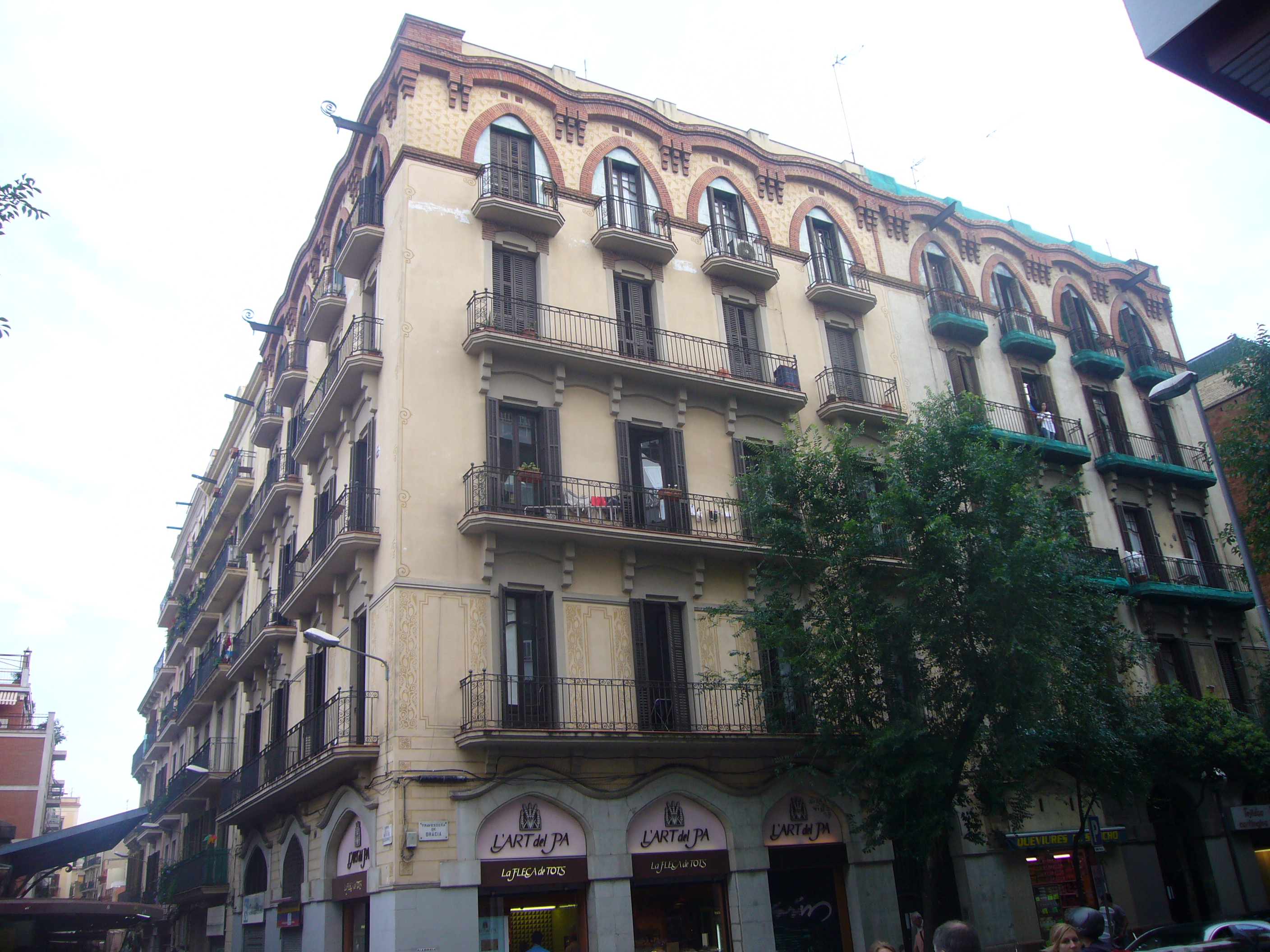
Casa Pere Folguera, a la Travessera de Gràcia, 182, de Barcelona (1924-26)

Fou autor de Cal Poncell, casa encarregada per l'impressor i tipògraf Nicolau Poncell i Sitges, construïda l'any 1917 al número 35 del passeig Verdaguer d'Igualada. És una edificació típica del segon moment del modernisme igualadí, caracteritzada per l'ús de maó com a element constructiu i decoratiu. La part central és més ampla, amb maó vist en els merlets i barbacana com a coronament, així com un arc aplanat al finestral central. A la part posterior de la casa hi havia el taller de Nicolau Poncell.
També fou autor de Cal Senyor Magí, edifici entre mitgeres de planta i dos pisos, propietat de Magí Castelltort, edificat el 1920 al carrer del Born, 5, d'Igualada. Les llindes tenen perfil poligonal, amb arquivoltes i amb capitells a la planta baixa.
Fou autor d'una placa modernista en honor de Jacint Verdaguer, inaugurada el 28 de maig de 1922 al núm 26 del Passeig Mossèn Jacint Verdaguer d'Igualada, per iniciativa de l'Associació Protectora de l'Ensenyança Catalana i per subscripció popular. Després de la guerra civil la placa va ser castellanitzada. El 2002, amb motiu del centenari de Verdaguer, es restituí l'original en català.
A Barcelona fou autor de la Casa Pere Folguera, edifici residencial dels anys 1924 a 1926, situat fent cantonada a la Travessera de Gràcia, 182, davant del Mercat de l'Abaceria de Gràcia. L'edifici té elements de referència modernista i destaca l'ornamentació del pis de dalt, amb arcs ogivals que envolten els balcons i la cornisa ondulada de maó vist.
L'any 2008 la Biblioteca Central d'Igualada va organitzar una exposició que recollia el seu llegat, mostrant el croquis original de Cal Senyor Magí, el disseny del baptisteri de l'església de Santa Maria d'Igualada, el plànol de l'adoberia de Joan Balsells, el projecte de Cal Poncell, i l'esbós de 1919 d'un casino al Passeig d'Igualada que mai es va arribar a construir per falta de finançament.

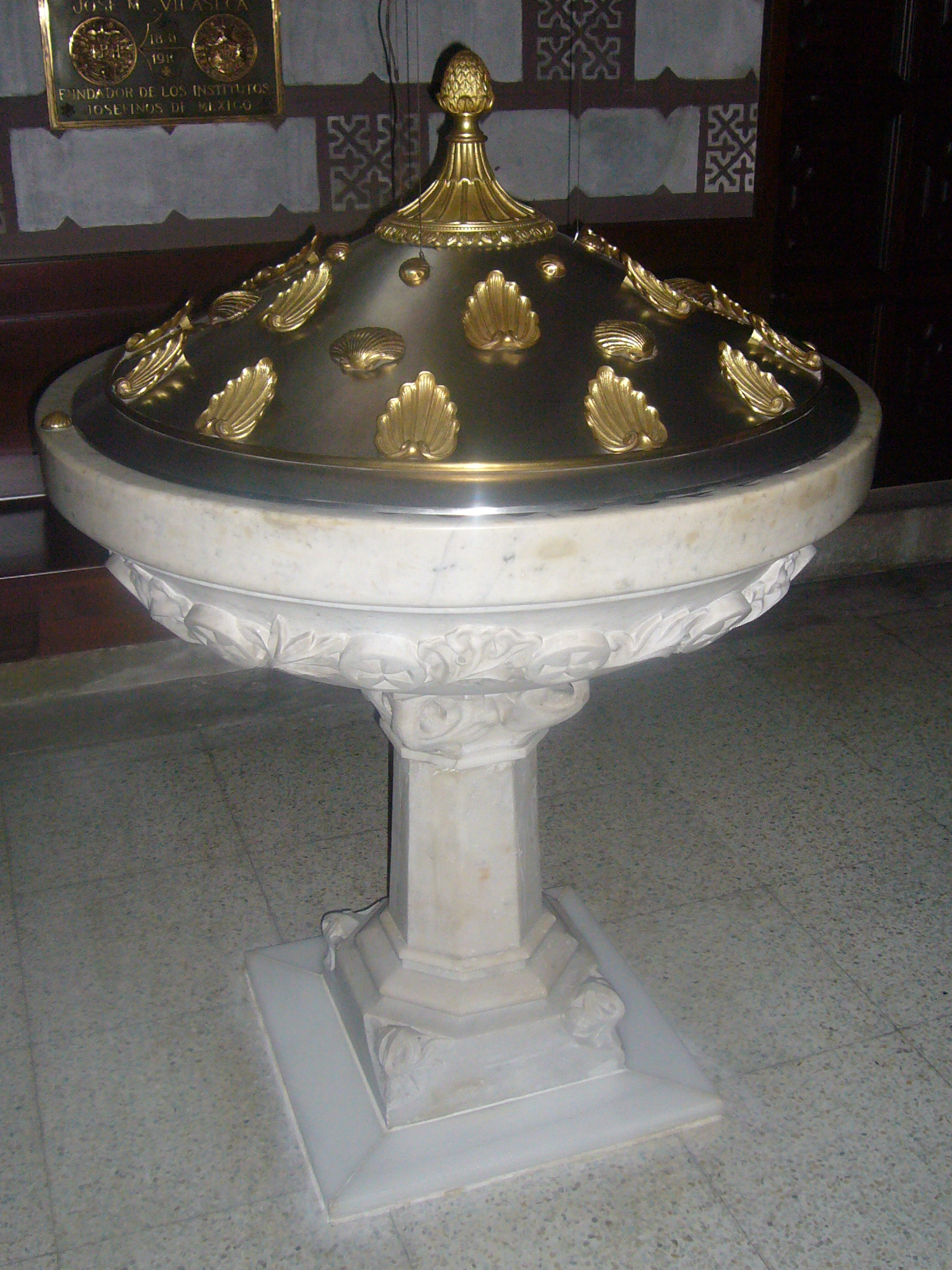
Baptisteri modernista situat a l'església de Santa Maria d'Igualada (1904)
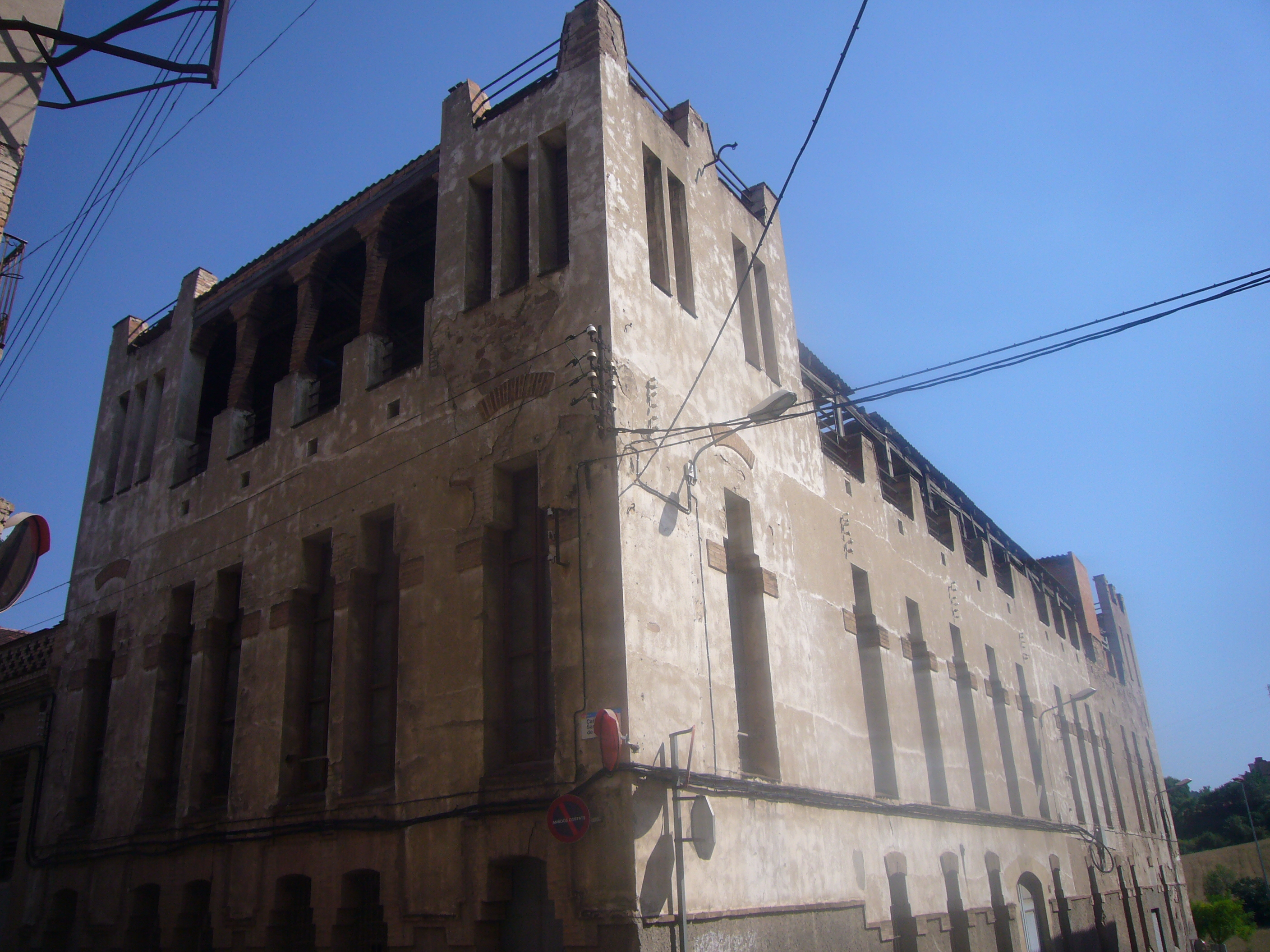
Adoberia Joan Balcells, al carrer Sant Antoni de Baix, 96, d'Igualada (1914)
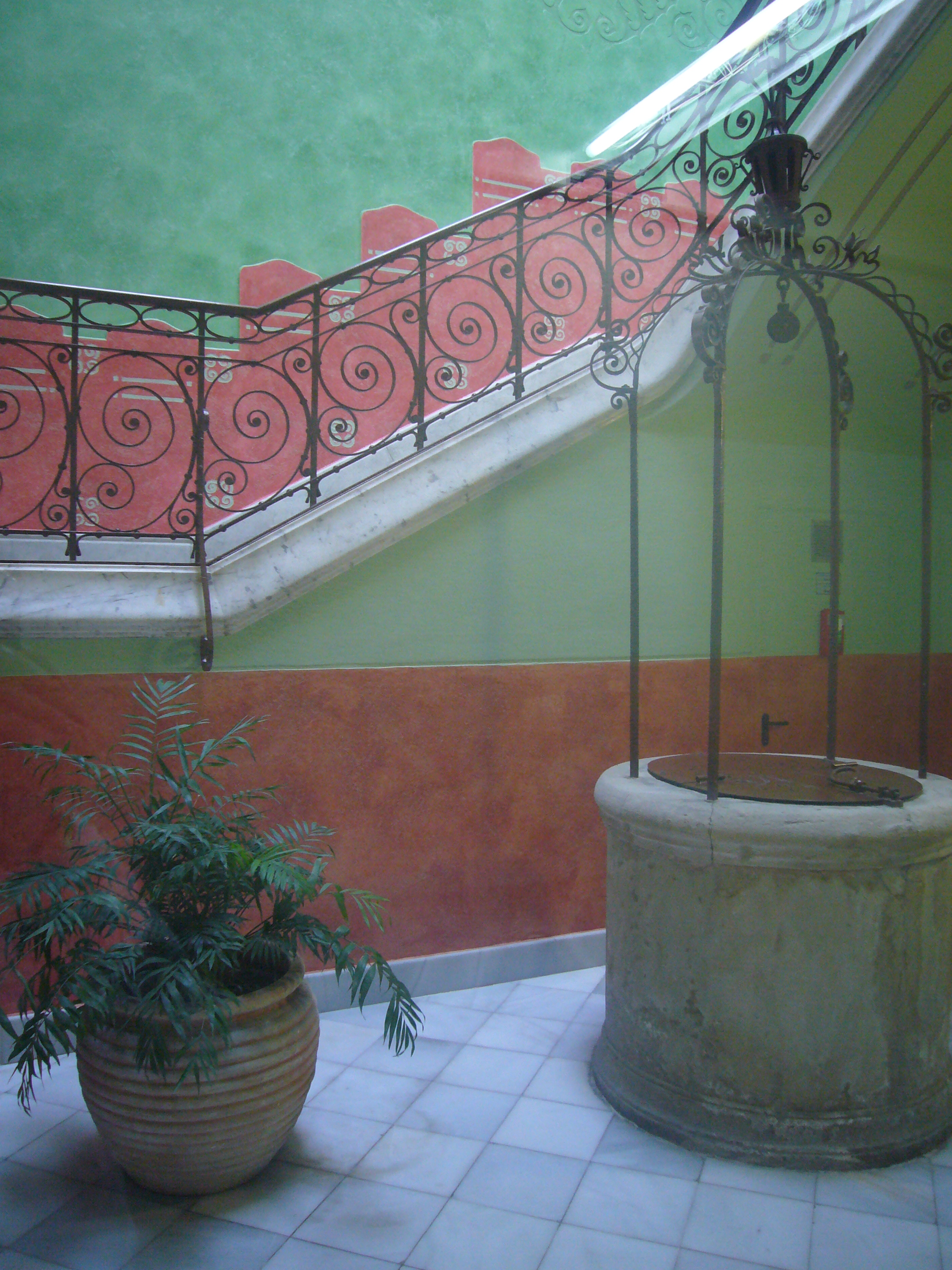
Escala d'accés al pis superior de Cal Capell, a Igualada (1915-17)
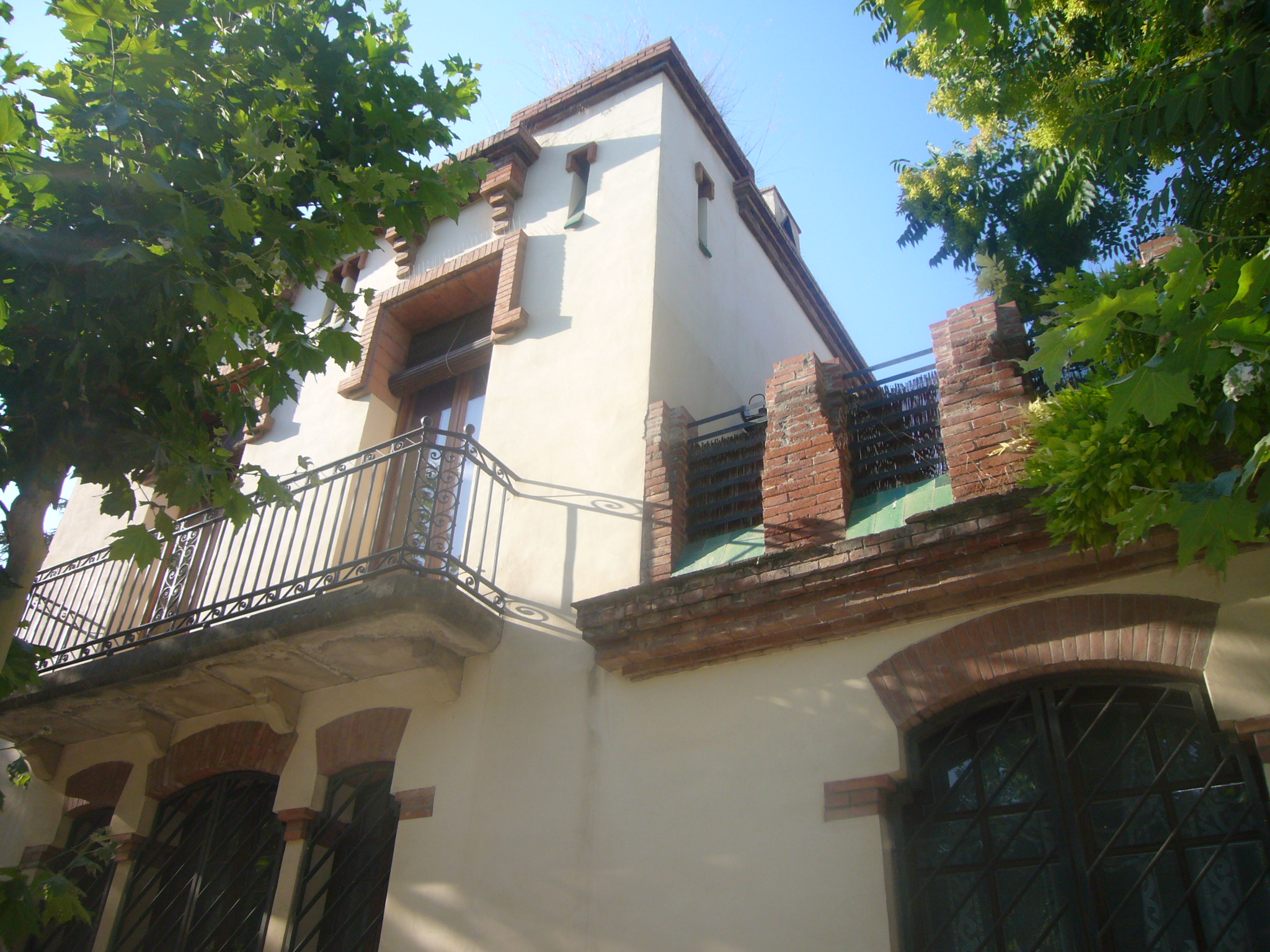
Cal Poncell, al passeig Verdaguer, 35, d'Igualada (1917)
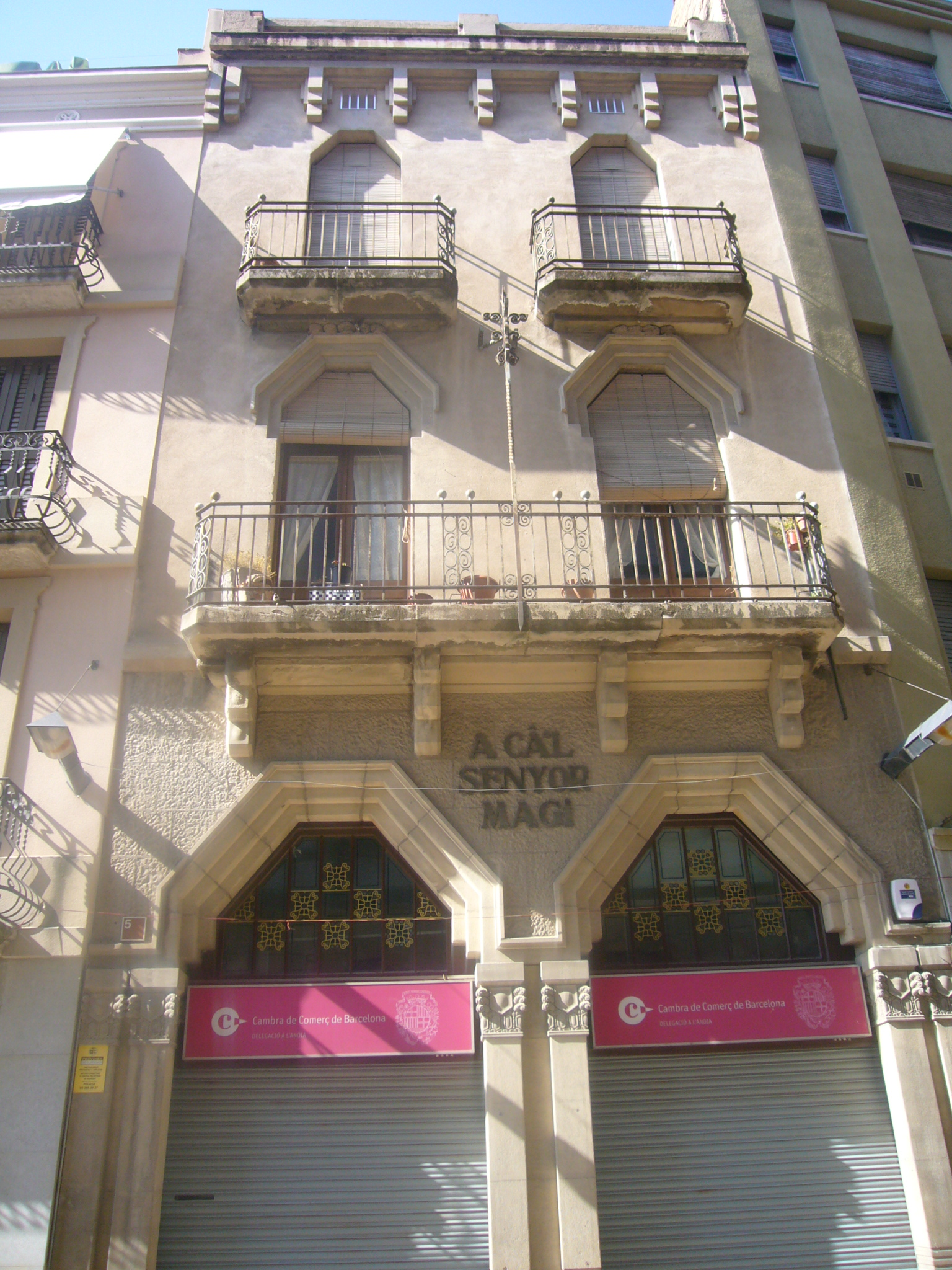
Cal Senyor Magí, al carrer del Born, 5, d'Igualada (1920)
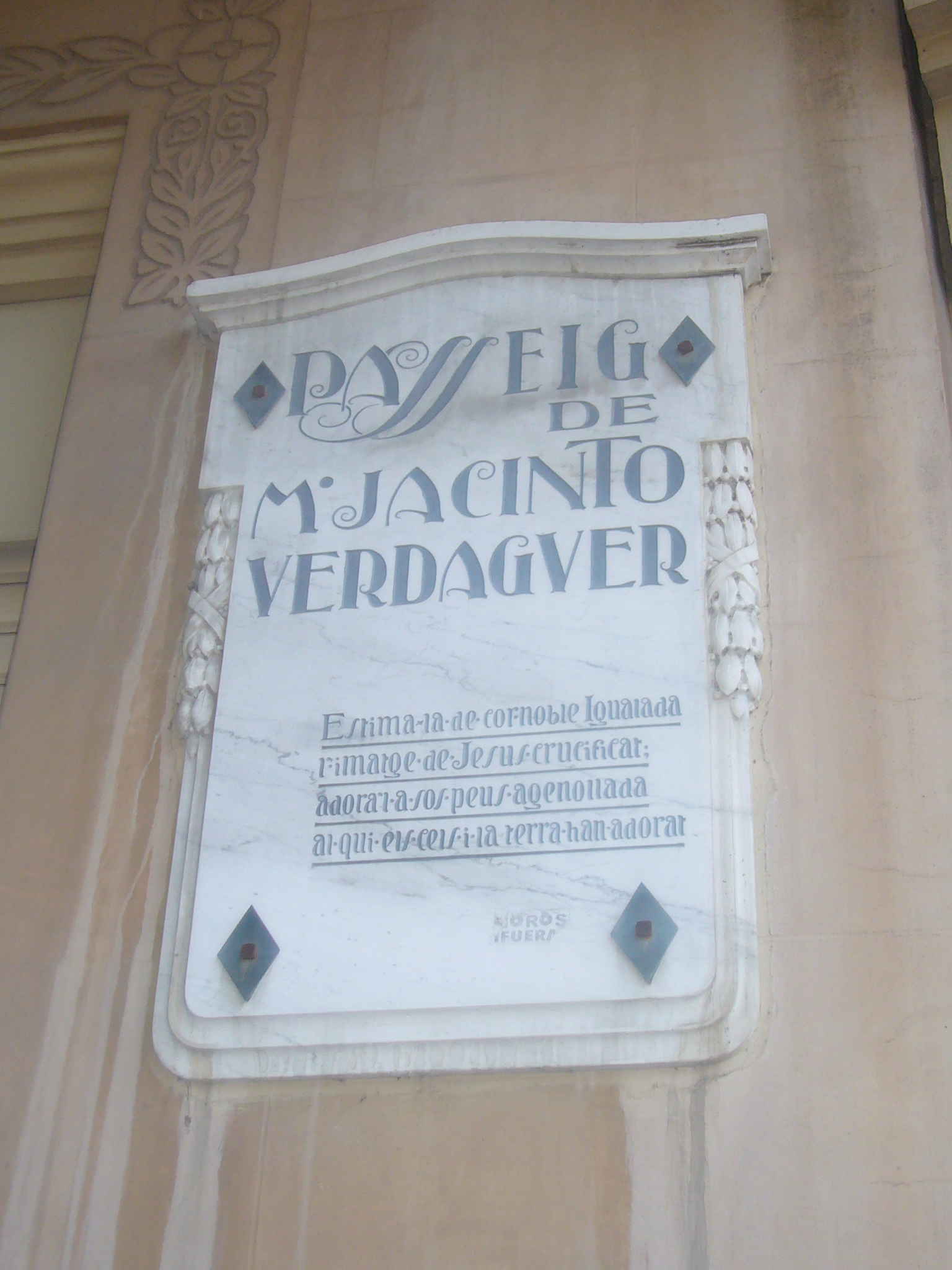
Placa en honor de Jacint Verdaguer, inaugurada el 1922 a Igualada